# Beaucoup d'Apu pour un seul bien
Beaucoup d'Apu pour un seul bien est le douzième épisode de la vingt-septième saison de la série télévisée Les Simpson et le 586e épisode de la série. Il est sorti en première sur le réseau Fox le 17 janvier 2016.

## Synopsis
Après une énième farce qui entraîne beaucoup de problèmes, Homer fait promettre à Bart de ne plus jamais faire de bêtises à qui que ce soit. Apu lègue la majorité des parts de son mini-marché à son neveu, Jamshed, cependant ce dernier transforme totalement le magasin et licencie Apu. Anéanti, Apu cherche du réconfort auprès d'Homer.